# Amsoil Racer

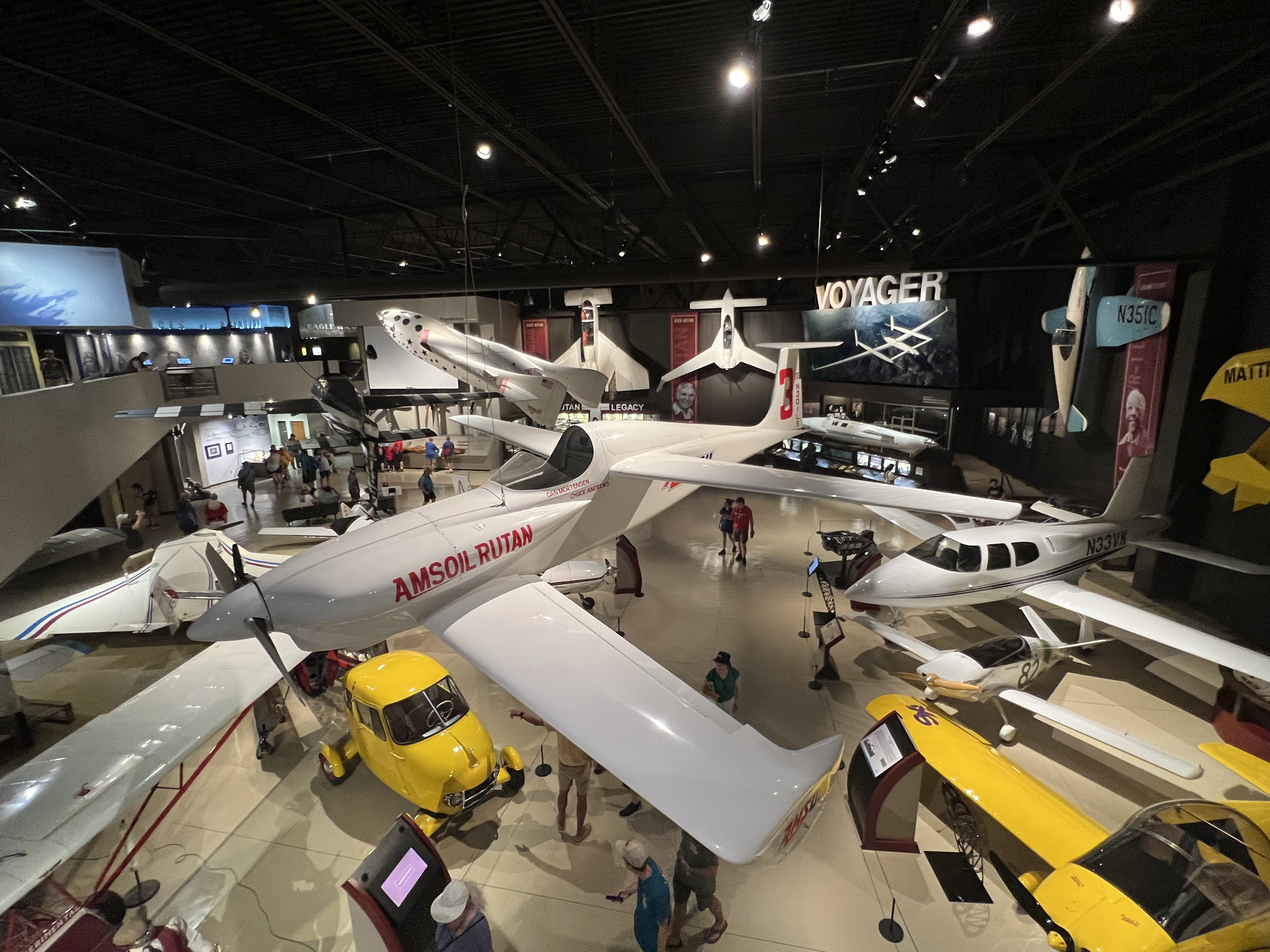
Le AMSOIL Racer au EAA Aviation Museum (Wisconsin, États-Unis) en 2023.

L'Amsoil Racer, également connu sous le nom de Rutan Biplane Racer, est un avion de course expérimental conçu par l'ingénieur aéronautique américain Burt Rutan. 
Développé dans les années 1980, cet appareil se distingue par sa configuration inhabituelle reprise du Quickie, avec deux ailes en tandem et des roues placées au bout de l'aile avant.